# Gómez Sarracín
Gómez Sarracín fue un noble castellano que vivió en el siglo XIII, y fue fundador del lugar de Gomezserracín, en la provincia de Segovia. 
Perteneció a una familia de ricohombres afincados en tierras burgalesas, siendo destacados en el campo religioso: sus tíos Gonzalo, arcediano de Vapuesta, Juan, abad de San Millán, y Fernando, prior del monasterio de San Juan, los tres hijos de Pedro Sarracín y Estefanía Bonifaz; sus hermanos Gonzalo Sarracín, canónigo y sacristán de la catedral de Burgos, y Pedro Sarracín, deán de la catedral de Burgos y fundador del hospital de San Lucas de la ciudad, y su propio hijo, Fernando Sarracín, que amparado por su tío el deán, consiguió ascender en la iglesia hasta convertirse en obispo de Segovia.
Probablemente nacido en algún lugar de Burgos, se radicó en la villa de Cuéllar, donde nació su hijo Fernando. Tuvo propiedades en la tierra de Cuéllar, fundando el lugar que llevaría su nombre, Gomezserracín, en la actual provincia de Segovia.
Su hijo el obispo realizó en 1313 una fundación de dos aniversarios en la iglesia de Santa María de la Cuesta, por el alma de sus padres, por lo que es posible que Gómez Sarracín y su mujer, cuyo nombre se desconoce, fuesen enterrados en esta iglesia.